# Sajóbábony
Sajóbábony é uma cidade da Hungria, situada no condado de Borsod-Abaúj-Zemplén. Tem 13,43 km² de área e sua população em 2019 foi estimada em 2.786 habitantes.